# First Avenue (metropolitana di New York)
First Avenue è una fermata della metropolitana di New York situata sulla linea BMT Canarsie. Nel 2019 è stata utilizzata da 5 345 371 passeggeri. È servita dalla linea L, attiva 24 ore su 24.

## Storia
La stazione fu aperta il 30 giugno 1924. È stata ristrutturata tra il 2017 e il 2020.

## Strutture e impianti
La stazione è sotterranea, ha due banchine laterali e due binari. È posta al di sotto di 14th Street e ognuna delle due banchine ha un suo piccolo mezzanino che ospita i tornelli e due scale e un ascensore che portano su First Avenue.

## Interscambi
La stazione è servita da alcune autolinee gestite da NYCT Bus.
- Fermata autobus